# Wegekreuz Hochstraße

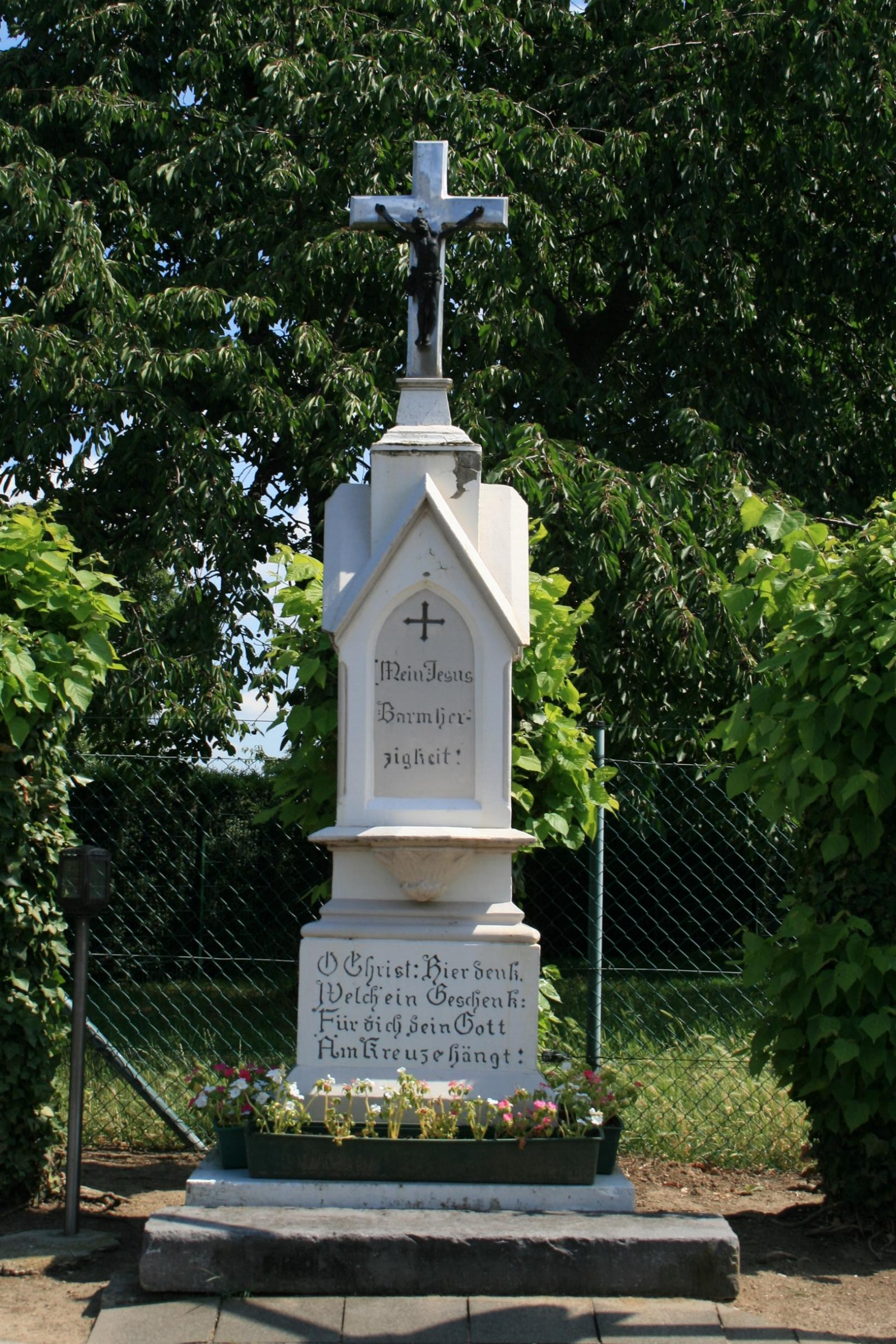
Wegekreuz (2010)

Das Wegekreuz Hochstraße steht im Stadtteil Wanlo in Mönchengladbach (Nordrhein-Westfalen).
Das Kreuz wurde Anfang des 20. Jahrhunderts erbaut. Es ist unter Nr. H 090 am 18. August 1994 in die Denkmalliste der Stadt Mönchengladbach eingetragen worden.

## Lage
Das Objekt liegt an der Einmündung der Straße 'Im Tal' in die Hochstraße östlich des Ortskerns von Wanlo.

## Architektur
Es handelt sich um ein Wegekreuz auf annähernd quadratischer Bodenplatte mit mehrfach gegliedertem Unterbau. Über einer mehrfach gegliederten Glockenleiste (Karnies) erhebt sich ein vierseitig übergiebeltes Mittelteil mit Spitzbogennischen und einer konsolengestützten Platte Die Basis des Kruzifixes ist als gegliedertes, profiliertes Schaftteil ausgebildet, das Schaftkreuz trägt einen Metallcorpus und zeigt abgeschrägte Balkenenden.
Das Unterteil trägt die Inschrift:
O Christ: Hier denk / Welch ein Geschenk: / Für dich dein Gott / Äm Kreuze hängt:
Die Spitzbogennische der Vorderseite trägt die Inschrift: Mein Jesus Barmherzigkeit !